# Syritta flaviventris
Syritta flaviventris är en tvåvingeart som beskrevs av Pierre Justin Marie Macquart 1842.
Syritta flaviventris ingår i släktet kompostblomflugor och familjen blomflugor. Inga underarter finns listade i Catalogue of Life.